# New Richmond (Ohio)
New Richmond is een plaats (village) in de Amerikaanse staat Ohio, en valt bestuurlijk gezien onder Clermont County.

## Demografie
Bij de volkstelling in 2000 werd het aantal inwoners vastgesteld op 2219.
In 2006 is het aantal inwoners door het United States Census Bureau geschat op 2483, een stijging van 264 (11.9%).

## Geografie
Volgens het United States Census Bureau beslaat de plaats een oppervlakte van
9,1 km², waarvan 8,9 km² land en 0,2 km² water. New Richmond ligt op ongeveer 157 m boven zeeniveau.

## Plaatsen in de nabije omgeving
De onderstaande figuur toont nabijgelegen plaatsen in een straal van 12 km rond New Richmond.